# Hugo I. (Berchtesgaden)
Hugo war als Hugo I. von 1142 bis 1151 Propst des Klosterstifts Berchtesgaden, danach bis 1167 Dompropst von Salzburg.

## Wirken

### Beauftragung zum Propst des Klosterstifts Berchtesgaden
Hugo war zuerst Mitglied des Salzburger Domklosterkonvents. Nach den Konflikten mit dem Kloster Baumburg unschlüssig, ob sie das Klosterstift nicht in einen Mönchsorden umwandeln sollten, beauftragte Papst Innozenz II. den Salzburger Erzbischof Konrad, diese Umwandlung der Berchtesgadener Augustiner-Chorherren zu unterbinden. Der Erzbischof setzte daraufhin „autoritär“ Hugo als einen „seiner besten Reformer“ zum Nachfolger Eberwins ein. Damit wurde Berchtesgaden in den Kreis des „Salzburger Reform Verbandes“ geführt, die in eine enge Zusammenarbeit mit Salzburg und dem Erzbischof mündete.

### Streitschlichtung, Gebetsverbrüderung und Salzhandel
Hugo galt als sehr tatkräftiger Stiftspropst von Berchtesgaden. So vermochte er auch mit Hilfe des Erzbischofs einen alten Streit um Landgüter des Stifts mit Wernhard von Julbach beizulegen.
Daneben kam es unter ihm auch zu einer besonders „umfangreichen Gebetsverbrüderung“ mit dem 1136 gegründeten Regularkanonikerstift St. Zeno in Reichenhall (specialis et magna familiaritas). Dem Stift St. Zeno verkaufte er Weinberge an der Donau, mit dessen Erlös Hugo Güter der Kreuzfahrer aufkaufen wollte, die 1147 ins „Heilige Land“ zogen.
Der Wert des Salzes als wichtige Einnahmequelle trat unter Hugor zunehmend in den Vordergrund. Nachdem Propst Eberwin bereits erste Erwerbungen in der Saline von Reichenhall gemacht hatte, wurde diese Politik von Hugo „energisch weiterbetrieben“.
1151 wurde Hugo wegen seiner „Tüchtigkeit“ zum Dompropst von Salzburg gewählt und hatte dieses Amt bis 1167 inne.

### Machtstatus als Propst des Klosterstifts Berchtesgaden
In Berchtesgaden hatten die von 1101 bis 1803 wirkenden Pröpste von Anfang an neben der geistlichen Führung zugleich weltliche Macht inne, die im Lauf der Jahrhunderte dank kaiserlicher Unterstützung mit immer mehr Befugnissen ausgestattet wurde. Dieser kontinuierliche Machtzuwachs kam bereits den ersten Stiftspröpsten (1101–1380) zugute, erfuhr aber noch eine Steigerung mit ihrer Erhebung zu Reichsprälaten (1380–1559) und zu Fürstpröpsten (1559–1803).
Als Hugo I. zweiter Propst des Berchtesgadener Klosterstifts wurde, waren die Grafen von Sulzbach als Stiftsgründer bis 1180 auch die Vögte und damit weiterhin mittelbare Nutznießer ihrer Besitzungen in dieser Region. In geistlichen Dingen (Spiritualien) unterstand Hugo I. der „Metropolitangewalt“ des Erzbistums Salzburg, zugleich aber stand das Klosterstift Berchtesgaden auch dank der Bemühungen seines Vorgängers Eberwin unter dem Schutz von Papst Paschal II. und dessen Nachfolgern, was sich u. a. auch in dem jahrzehntelangen Abwehrkampf gegen die Forderungen des Klosters Baumburg am Ende positiv auswirkte. Die Ausstattung seines Kerngebietes entsprach dem Umfang nach schon nahezu dem des Landes Berchtesgaden, in dem Hugo I. die niedere Gerichtsbarkeit ausübte.